# Rogelio Funes Mori
Rogelio Gabriel Funes Mori oder kurz Rogelio Funes Mori (* 5. März 1991 in Mendoza) ist ein gebürtiger argentinischer und naturalisierter mexikanischer Fußballspieler. Er ist der Zwillingsbruder des beim FC Villarreal spielenden Ramiro Funes Mori.

## Karriere

### Verein
Mori begann mit dem Vereinsfußball in der Nachwuchsabteilung von Associated Soccer Group und spielte dort bis ins Jahr 2008. Anschließend spielte er 2008 kurze Zeit für den FC Dallas, kehrte aber noch im selben Jahr in seine Heimat zurück und heuerte bei CA River Plate an. Für diesen Verein spielte er die folgenden fünf Jahre. 
Zur Saison 2013/14 wechselte er zu Benfica Lissabon. Dort schaffte er es nicht, sich als Stammspieler durchzusetzen und wurde deswegen an die Reservemannschaft des Vereins abgegeben. 
Im Sommer 2014 lieh ihn der südtürkische Erstligist Eskişehirspor für die Dauer von einer Saison aus.
Zur Saison 2015/16 wechselte er zum mexikanischen Verein CF Monterrey.

### Nationalmannschaft
Mori spielte 2011 insgesamt zwölf Mal für die Argentinische U-20-Nationalmannschaft und erzielte dabei vier Tore.
Am 19. September 2012 bestritt Mori seinen einzigen Einsatz für die argentinische A-Nationalmannschaft in einem Freundschaftsspiel gegen Brasilien, das 1:2 verloren wurde.
Weil er bereits ein Länderspiel für sein Geburtsland bestritten hatte, bat Funes Anfang 2019 bei der FIFA um Erlaubnis, die Fußballnationalität wechseln und zukünftig für Mexiko spielen zu dürfen, nachdem er im Land der Azteken bereits seinen Einbürgerungsantrag laufen hatte. Nach einer Regeländerung der FIFA im Jahr 2020 und nachdem seine Einbürgerung in Mexiko vollzogen war, erhielt er die lang ersehnte Genehmigung und absolvierte zwischen seinem Debüt am 3. Juli 2021 (4:0 gegen Nigeria) und dem 30. Januar 2022 (0:0 gegen Costa Rica) insgesamt 16 Länderspieleinsätze für Mexiko, wobei ihm fünf Treffer gelangen; sein erstes Tor erzielte er bereits bei seinem ersten Einsatz gegen Nigeria.

## Erfolge
Benfica Lissabon
- Portugiesischer Meister: 2013/14
- Portugiesischer Pokalsieger: 2013/14

CF Monterrey
- Mexikanischer Meister: Apertura 2019
- Mexikanischer Pokalsieger: Apertura 2017, 2019/20
- Sieger der CONCACAF Champions League: 2019, 2021